# Джизан
Джизан (Джазан, араб. جازان) — місто в Саудівській Аравії. Є центром однойменного адміністративного округу. Населення — 120 000 чол. (2009), 105 198 чол. (2013).

## Географія
Джизан знаходиться на південно-заході Саудівської Аравії, біля кордону з Єменом, на березі Червоного моря, навпроти островів Фарасан.
Клімат дуже жаркий і посушливий (пустельний). Рельєф місцевості навколо Джизану характеризується різкими перепадами — від високих гір до родючих долин, де вирощують різні сільськогосподарські культури.
| Клімат (1985-2010)                      | Клімат (1985-2010) | Клімат (1985-2010) | Клімат (1985-2010) | Клімат (1985-2010) | Клімат (1985-2010) | Клімат (1985-2010) | Клімат (1985-2010) | Клімат (1985-2010) | Клімат (1985-2010) | Клімат (1985-2010) | Клімат (1985-2010) | Клімат (1985-2010) | Клімат (1985-2010) |
| Показник                                | Січ.               | Лют.               | Бер.               | Квіт.              | Трав.              | Черв.              | Лип.               | Серп.              | Вер.               | Жовт.              | Лист.              | Груд.              | Рік                |
| Абсолютний максимум, °C                 | 34,0               | 34,9               | 38,1               | 41,1               | 44,0               | 42,7               | 42,3               | 45,3               | 46,3               | 43,0               | 42,3               | 38,0               | 46,3               |
| Середній максимум, °C                   | 30,8               | 31,2               | 33,0               | 35,5               | 37,4               | 38,4               | 38,3               | 38,1               | 38,0               | 36,7               | 34,4               | 31,9               | 35,3               |
| Середня температура, °C                 | 26,1               | 26,7               | 28,2               | 30,5               | 32,2               | 33,5               | 33,6               | 33,2               | 33,0               | 31,3               | 29,2               | 26,9               | 30,4               |
| Середній мінімум, °C                    | 21,6               | 22,6               | 24,1               | 26,1               | 27,8               | 29,6               | 30,1               | 29,6               | 28,8               | 26,4               | 24,6               | 22,6               | 26,2               |
| Абсолютний мінімум, °C                  | 14,9               | 11,8               | 16,3               | 18,8               | 19,1               | 23,0               | 21,0               | 19,0               | 20,0               | 20,3               | 18,3               | 17,0               | 11,8               |
| Норма опадів, мм                        | 13.4               | 3.7                | 5.7                | 14.6               | 7.4                | 0.9                | 10.5               | 26.2               | 10.1               | 18.5               | 12.8               | 15.9               | 139.7              |
| Вологість повітря, %                    | 73                 | 73                 | 70                 | 66                 | 64                 | 64                 | 60                 | 64                 | 67                 | 67                 | 69                 | 73                 | 68                 |
| --------------------------------------- | ------------------ | ------------------ | ------------------ | ------------------ | ------------------ | ------------------ | ------------------ | ------------------ | ------------------ | ------------------ | ------------------ | ------------------ | ------------------ |
| Джерело: Jeddah Regional Climate Center |                    |                    |                    |                    |                    |                    |                    |                    |                    |                    |                    |                    |                    |

## Історія
Колишня назва міста — Ат-Тіхама (утворено від назви місцевості Тіхама). До 1910 року входило до складу Османської імперії. З 1910 по 1934 рр. — У складі незалежної держави Асір. У 1934 році, разом з Асіром, увійшов до складу саудівського королівства. З 1960-х років Ємен пред'являє територіальні претензії до Саудівської Аравії на дані землі.

## Економіка

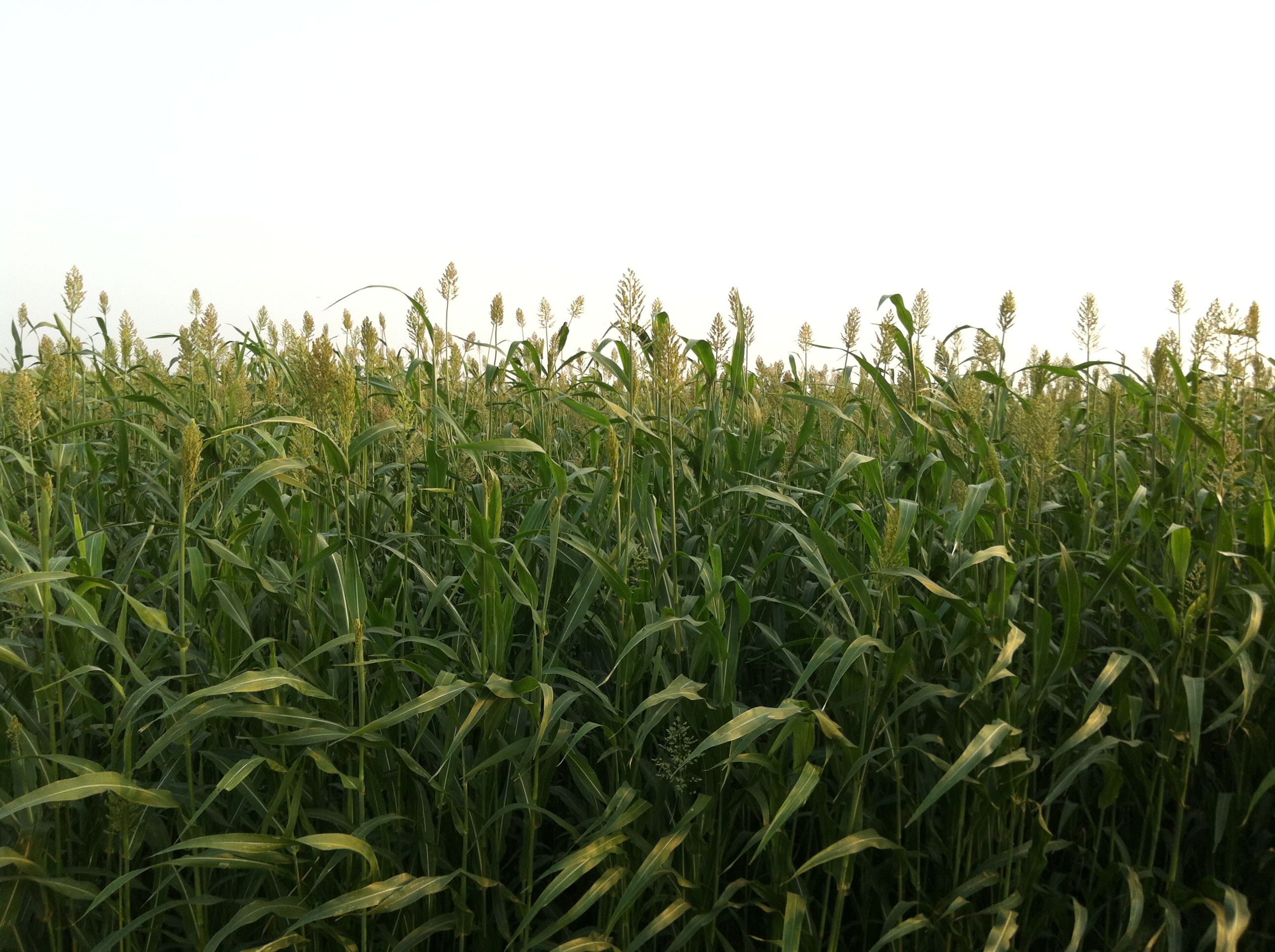
Плантації сорго поблизу Джизану.

У Джизані є морський порт та аеропорт. В околицях міста вирощують пшеницю, рис, ячмінь, просо та сорго, а також манго, фігове дерево та папаю. Місцевий сільськогосподарський регіон є одним з найзначущих в країні і підтримується урядом Саудівської Аравії.
У Джизані є східний базар і залишки старовинного османського форту, що привертає увагу туристів.
З іншими містами країни Джизан пов'язаний автомобільними дорогами, наприклад, з Абхою (200 км на північ). Ще одна дорога веде до кордону з Єменом (60 км на південний схід).

## Населення
Етнічний склад місцевого населення досить строкатий. Крім корінного етносу — арабів, чисельно переважаючих тут, проживають також еритрейці, сомалійці та інші африканські народи.
Мовою корінного населення є єменська арабська, проте імміграція з інших районів країни призвела до того, що все більшу роль у місті грає недждзький діалект арабської.